# Onthophagus antilocapra
Onthophagus antilocapra är en skalbaggsart som beskrevs av Vladimir Balthasar 1937. Onthophagus antilocapra ingår i släktet Onthophagus och familjen bladhorningar. Inga underarter finns listade i Catalogue of Life.